# Жирје (острво)
Жирје је једино стално насељено пучинско острво међу шибенским острвима. Жирје је смештено 22 километра југозападно од Шибеника на додиру с националним парком Корнати, површине 15,08 км², дужине 12 km и укупне обале 41,8 км. Острво је претежно састављено од кречњака, рељефно је занимљива композиција на којој се уздужно простиру два издигнута брда, а у средњем делу је плодно поље велико 108 хектара, од укупно 1.508 хектара колико има читаво острво. На острву постоји осам природних пећина и јама. Највиши врх има 131 м на којем је очуван кружни бедем праисторијског насеља.
Жирје је с копном тј. са Шибеником повезано трајектном линијом и субвенционисаном брзобродском линијом. На острву је разграната мрежа од тридесет километара путева. Према попису становништва 2011. Жирје има 103 становника.

## Историја
Претпоставља се да је острву име дато по некадашњим густим шумама медитеранског храста са плодовима жира. Због положаја острво је од давнина имало улогу предстраже, па је византијски цар Јустинијан у 6. веку подигао утврђења Градину и Густерну. Хрватски краљ Петар Крешимир IV даровао је острво 1059. године бенедиктинцима. Након тога су га брибирски кнезови заједно са Муртером уступили Задранима, а они га 1323. године опет враћају под окриље Шибеника. За време млетачке владавине поседи на острву припадали су шибенским племићким фамилијама. Године 1572. Турци су у потпуности опустошили острво. И много година касније Жирје остаје важно војно упориште. Обална утврђења Звиздуља и Вела глава саграђене су за време аустроугарске власти, а италијанска власт им је додала посматрачницу на околном брду, а југословенска војска 1950. економат и заповедништво у Микуљицама изнад увале Коромашња као и низ противдесантних положаја на ртовима увала под битницама. Неколико подигнутих споменика сведочи о догађајима и значају острва за време Другог светског рата.